# Station Wilwerwiltz
Station Wilwerwiltz (Luxemburgs: Gare Wëlwerwoltz) is een spoorwegstation in de plaats Wilwerwiltz in de gemeente Kiischpelt in Luxemburg.
Het station ligt aan lijn 1, Luxemburg - Troisvierges. Het wordt beheerd door de Luxemburgse vervoerder CFL.

## Treindienst
| Serie         | Treinsoort             | Route                                                                     | Bijzonderheden                                        |
| ------------- | ---------------------- | ------------------------------------------------------------------------- | ----------------------------------------------------- |
| IC 33         | Intercity (NMBS / CFL) | Liers – Luik-Guillemins – Gouvy – Wilwerwiltz – Luxemburg                 | Rijdt in het weekend 1×/2u. tussen Liers - Luxemburg. |
| RE 3700       | Regional-Express (CFL) | Luxemburg – Mersch – Ettelbruck – Kautenbach – Wilwerwiltz – Troisvierges | Halfuursdienst met RE 3800.                           |
| RE 3800       | Regional-Express (CFL) | Luxemburg – Mersch – Ettelbruck – Kautenbach – Wilwerwiltz – Troisvierges | Halfuursdienst met RE 3700.                           |
| RE 7600P 7605 | Regional-Express (CFL) | Gouvy – Wilwerwiltz – Luxemburg                                           | Rijdt alleen op werkdagen.                            |
| RE 8600P 8640 | Regional-Express (CFL) | Luxemburg – Wilwerwiltz – Gouvy                                           | Rijdt alleen op werkdagen.                            |

CFL Lijn 1:
Luxemburg · Pfaffenthal-Kirchberg · Dommeldange · Walferdange · Heisdorf · Lorentzweiler · Lintgen · Mersch · Cruchten · Colmar-Berg · Schieren · Ettelbruck · Michelau · Goebelsmühle · Kautenbach · Wilwerwiltz · Drauffelt · Clervaux · Maulusmühle · Troisvierges · Bellain

CFL Lijn 1a: Ettelbruck · Diekirch

CFL Lijn 1b: Kautenbach · Merkholtz · Paradiso · Wiltz · Winseler · Schleif · Schimpach-Wampach
Zie ook: CFL Lijn 2 · CFL Lijn 3 · CFL Lijn 4 · CFL Lijn 5 · CFL Lijn 6 · CFL Lijn 6a · CFL Lijn 6b · CFL Lijn 6c · CFL Lijn 7